# Al Mashannah (huyện)
Huyện Al Mashannah là một huyện thuộc tỉnh Ibb, Yemen. Đến thời điểm năm 2003, huyện này có dân số 101148 người